# Nyborg (stad)
Nyborg is een stad in de Deense regio Zuid-Denemarken, gemeente Nyborg op het eiland Funen aan de Grote Belt. De plaats telt 17.268 inwoners (2020).
De naam Nyborg verschijnt voor het eerst in 1193 en is afkomstig van het gelijknamige kasteel ‘’Nyborg Slot’’. Dit kasteel - waarvan een gedeelte bewaard is gebleven - is rond 1170 gebouwd. De eerste nederzetting ontstond aan de noordzijde van het kasteel, waar enkele jaren na de bouw van het kasteel een kerkje was gesticht. In de 13e eeuw groeide Nyborg verder uit aan de oostzijde van het kasteel - waar het huidige centrum van Nyborg ligt - en kreeg een tweede kerk. Nyborg als stad wordt voor het eerst in 1202 genoemd en kreeg in 1271 stadsrechten. De gunstige ligging midden in Denemarken en aan de veerbootroute van Seeland naar Funen maakte Nyborg tot een geschikte locatie voor het jaarlijkse Danehof, een soort parlement waar koning en edelen bijeenkwamen om te vergaderen over nieuwe wetgeving. Van 1284 tot 1413 vonden deze vergaderingen plaats in Nyborg Slot.
Het oudste stadsdeel is tijdens onlusten in 1534 in vlammen opgegaan en niet herbouwd.
In de 17e eeuw is Nyborg een van de drie belangrijkste vestingsteden van Denemarken. Samen met de andere twee, Fredericia en Kopenhagen, konden de drie belangrijke zeestraten worden beschermd. In 1659 werd de stad echter ingenomen door de Zweden. De stad werd hierop ontzet met behulp van een Nederlandse vloot onder aanvoering van admiraal Michiel de Ruyter. Nederland was destijds een bondgenoot van Denemarken.
In 1867 werd de vesting opgeheven en de zuidelijke vestingwerken werden afgebroken om ruimte te maken voor stadsuitbreiding. De overgebleven gedeelten van de vesting vormen tegenwoordig het decor van het jaarlijkse openluchttheater met de naam Nyborg Voldspil.
Op 2 juli 2022 is Nyborg aankomstplaats van de tweede etappe van wielerkoers Ronde van Frankrijk. Deze etappe werd gewonnen door de Nederlander Fabio Jakobsen.
Bij Nyborg ligt de Grote Beltbrug die het eiland Funen met Seeland verbindt. Voorheen was in Nyborg een veerhaven voor treinverkeer.
Nyborg heeft een station.

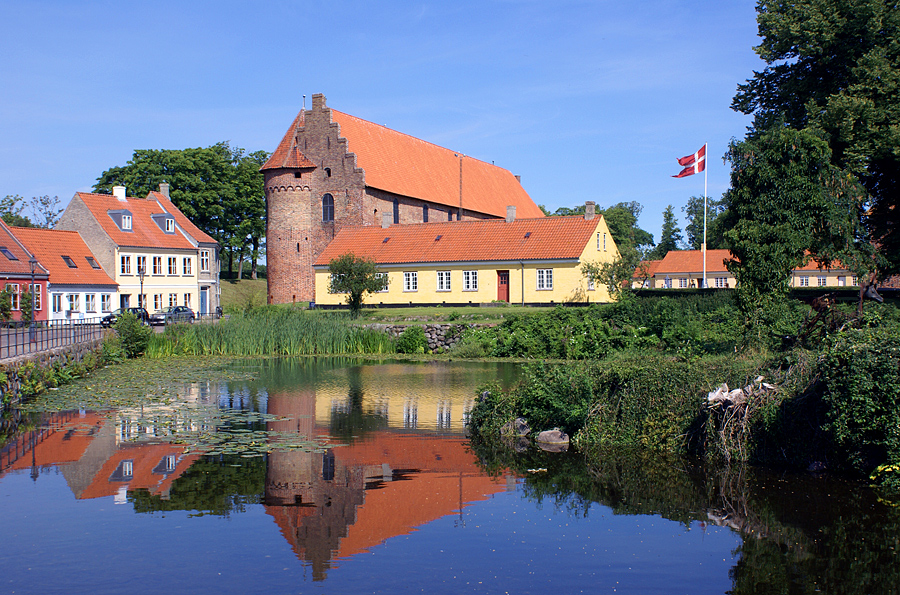
Kasteel van Nyborg
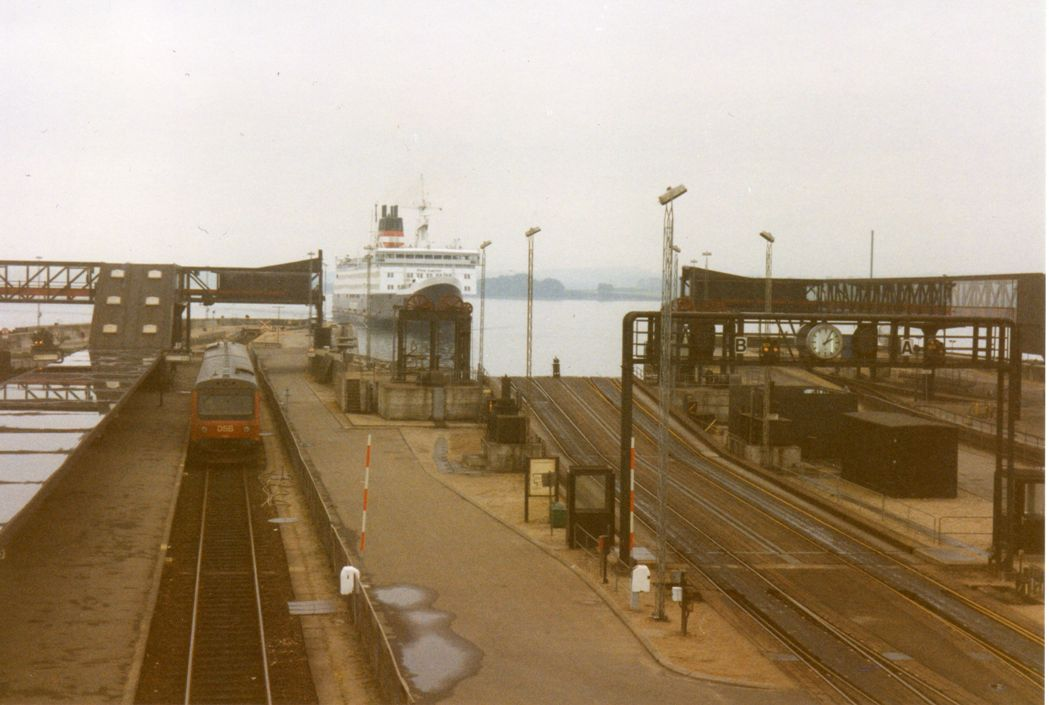
Voormalige veerhaven voor treinverkeer
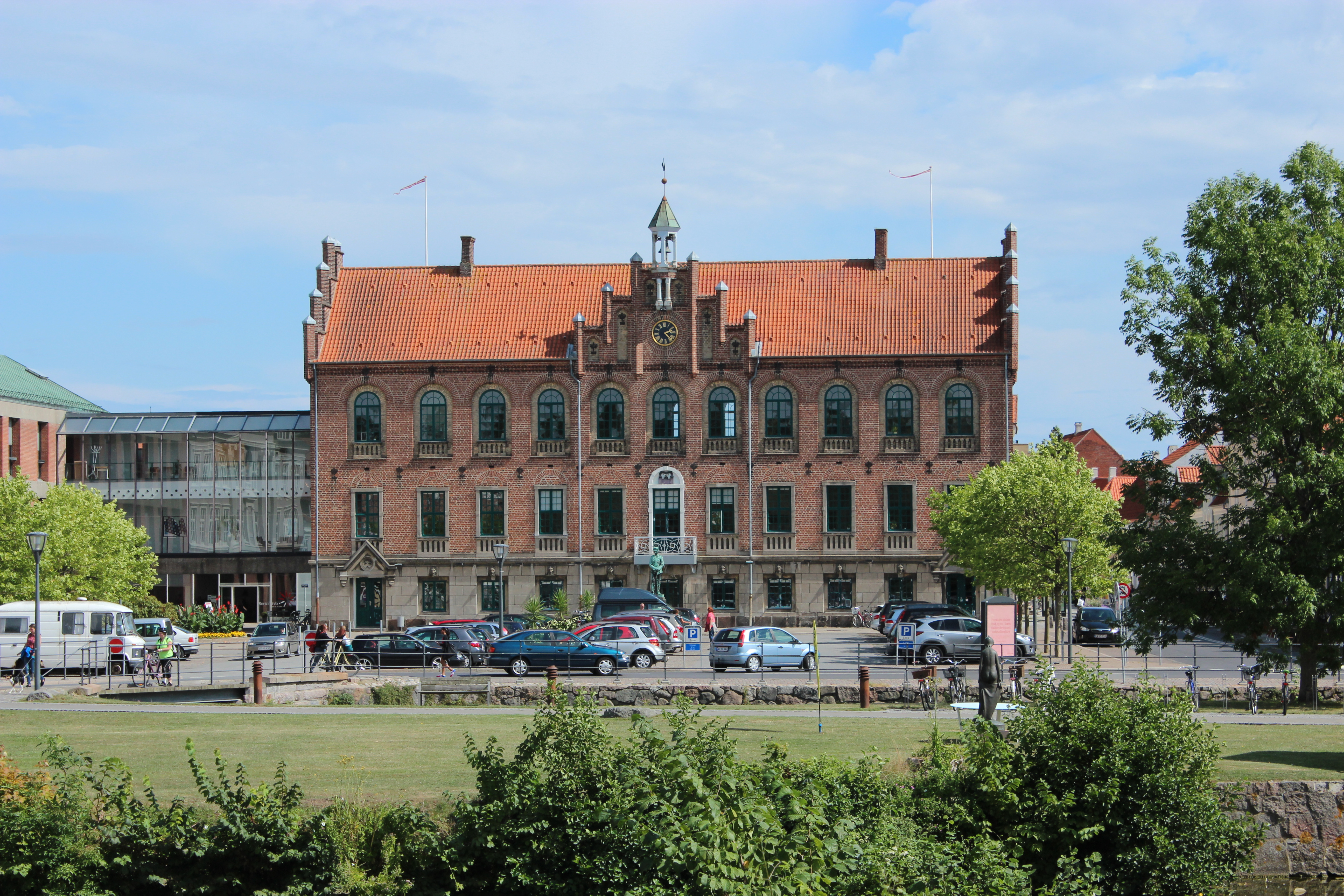
Stadhuis
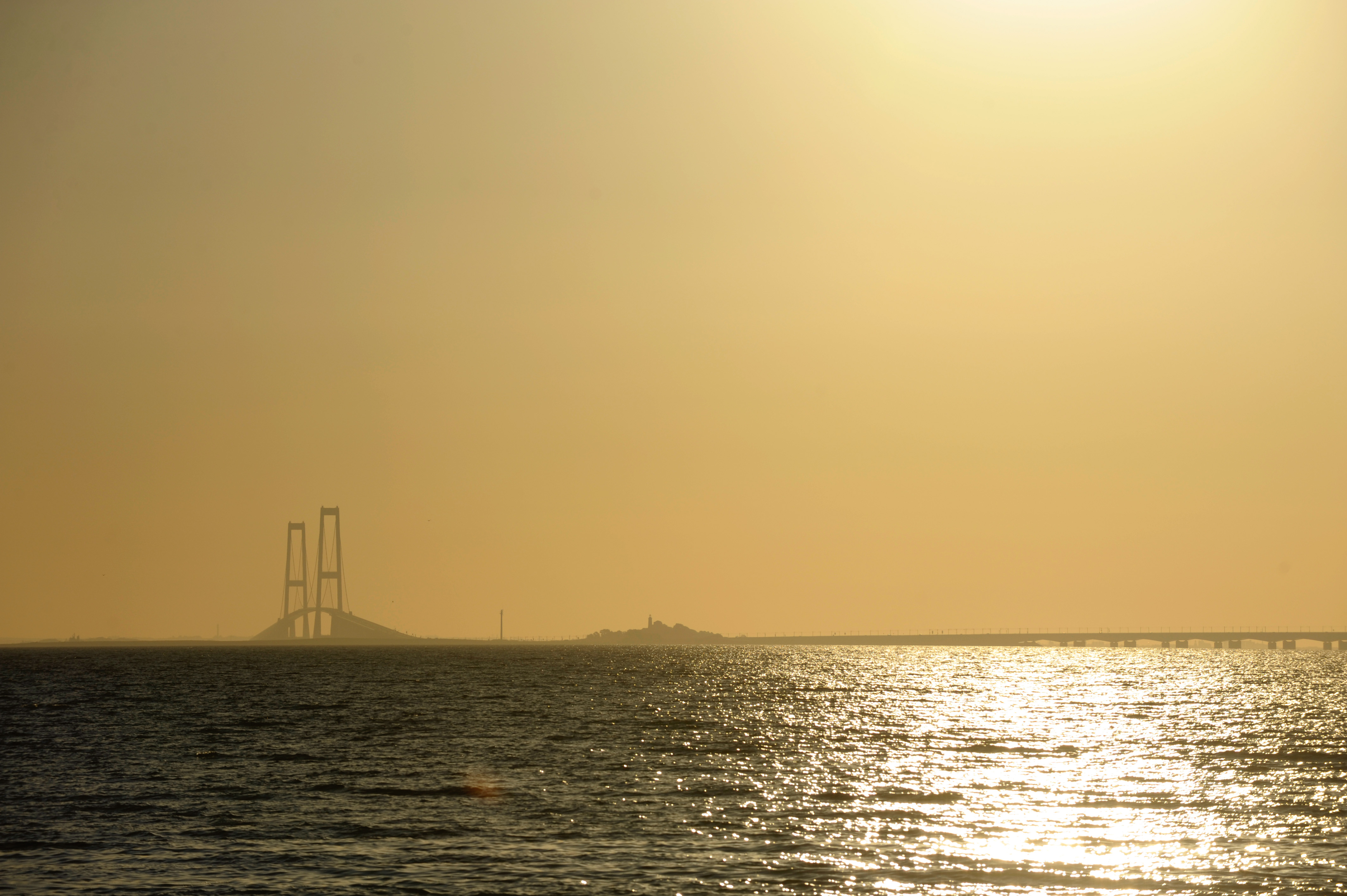
Grote Beltbrug gezien vanaf Nyborg

## Geboren
- Christiaan II van Denemarken (1481-1559), koning van Denemarken, Noorwegen en Zweden
- Johannes Theodor Suhr (1896-1997), bisschop
- Søren Skov (21 februari 1954), voormalig voetballer
- Elsebeth Egholm (1960), schrijfster van misdaadromans
- Kathrine Heindahl (1992), handbalster

- Gemeinsame Normdatei: 4305621-0
- Library of Congress Control Number: n83072731
- MusicBrainz: 8b9e2c86-c990-4a48-93ad-2f9f058c964e
- Nationale Bibliotheek van Tsjechië: ge1256794
- Nationale Bibliotheek van Israël: 987007555107905171
- Virtual International Authority File: 142535307